# Áldásod gazdag folyóit
Áldásod gazdag folyóit (eredeti angol címe There Shall Be Showers of Blessing) keresztény egyházi ének, amelynek szövegét Daniel Webster Whittle, zenéjét James McGranahan szerezte.

## Története
James McGranahan eredetileg operaénekesnek készült. 1876  karácsonya előtt levelet kapott barátjától, Philip Bliss keresztény dalszerzőtől, aki arra kérte, hogy tehetségét állítsa az evangelizáció szolgálatába, McGranahan azonban úgy gondolta, hogy hangja a klasszikus zenében jobban tud érvényesülni. Egy héttel később Bliss vonatbalesetet szenvedett, és McGranahan a szerencsétlenség helyszínére sietett, hogy segítsen felkutatni illetve azonosítani az áldozatokat. A kutatás során azon gondolkozott, hogy ki fogja folytatni Bliss munkáját, és a következő napon nekifogott az Áldásod gazdag folyói zenéjének megkomponálásához. Ez volt McGranahan harminc évig tartó keresztény zeneszerzői pályafutásának első lépése.
A dal az 1883-ban New Yorkban kiadott Gospel Hymns No 4 című gyűjteményben jelent meg, és a szerzőpáros egyik legnépszerűbb művévé vált.
Megjelent számos protestáns (metodista, pünkösdista, baptista, evangélikus, hetednapi adventista) egyházi énekeskönyvben, többek között német, orosz és spanyol nyelven is. Magyar nyelven az Evangéliumi Pünkösdi Közösség Hitünk énekei című énekeskönyvében, illetve a Magyarországi Baptista Egyház gyülekezeti énekeskönyvében, a fordító feltüntetése nélkül jelent meg.

## Leírása
Az angol szöveg első sora szó szerinti átvétel Ezékiel könyve 34. része 26. verséből, a Jakab király-féle Biblia-fordítás szerint: „And I will make them and the places round about my hill a blessing; and I will cause the shower to come down in his season; there shall be showers of blessing.” A magyar fordításban ez a szó szerinti egyezés nem áll fenn, sem a Szent István Társulati Biblia („Halmom köré telepítem őket, esőt rendelek a kellő időben, áldásos esőt.”), sem a Magyar Bibliatársulat újfordítású Bibliája („Áldást adok nekik hegyem körül, esőt adok idejében: áldásos esők lesznek.”) szövegével.
Jellemzően B-dúrban adják elő.